# Divathét
A divathét a divatvilág egyik eseménye, hozzávetőlegesen egy hét, ami lehetővé teszi a tervezők és a divatipar számára, hogy bemutathassák legújabb kollekciójukat a kifutón; a potenciális vásárlóknak pedig, hogy vethessenek egy pillantást a legfrissebb trendekre.
De ami a legfontosabb, bepillantást enged az ipar számára azzal kapcsolatban, hogy mely darabok jönnek, vagy maradnak divatban és melyek esnek ki az adott szezonban. A legkiemelkedőbb divathetek a divat fővárosaiban – így Milánóban, Londonban, New Yorkban és Párizsban – kerülnek megrendezésre.

## Jellegzetességei

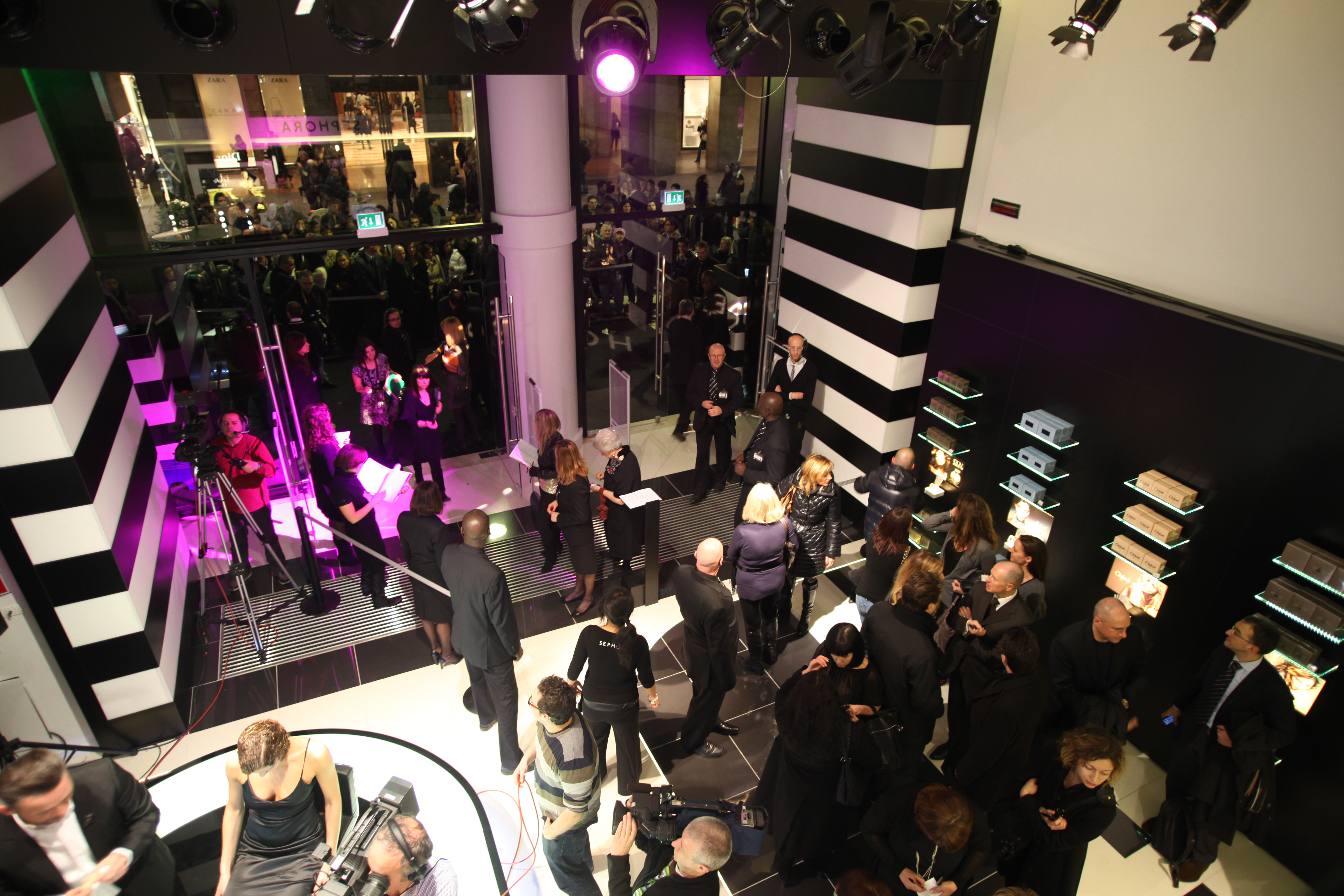
Milánói divathét

A divat-központokban tartott divathetek féléves események. Januártól márciusig a tervezők az őszi/téli, szeptember-október és november hónapokban pedig tavaszi/nyári kollekciójukat mutatják be a világ előtt. A divatheteket mindenképp hónapokkal a szezont megelőzően tartják, hogy a tömegek és a vásárlók számára előzetes betekintést engedjen a soron következő szezon trendjeibe. Mindezek mellett időt hagy a kiskereskedőknek, hogy marketingjükhöz tervezőt szerezzenek, velük megállapodjanak, vagy beolvasszák őket.

## Menetrend
A menet New York városában kezdődik, ezt követően jön London, ami után az utolsó előtti állomás, Milánó kerül sorra. Az eseménysorozatot Párizs zárja. E négy helyszínt nevezik hagyományosan a „négy nagynak”, melyeket általánosan az újonnan feltűnő divathetek követnek. A férfi divatvilág eseményei az őszi/téli és a tavaszi/nyári szezonok között szerveződnek Milánóban.
Előfordul egy konkrét téma köré épülő divathét is, mint a Miami divathét (úszó-és fürdőviselet), Prêt-a-Porter (ready-to-wear, azaz utcára tervezett viselet), Couture (nemes kivitelű ruhakészítés), vagy akár esküvői divathét, illetve létezik a Portland divathét (Oregonban), amelyen környezetbarát divattervezők kollekciói nyernek teret.

## Kritika
A „négy nagy” dominanciája a divatipar hasznát szolgálja. Ezt igazolandó, a vásárlók, újságírók, modellek és hírességek könnyen meghatározhatják utazásukat és egyszerűen juthatnak el egyik városból a másikba a négyhetes periódus alatt. Ezzel szemben a dizájner-tehetségek elnyomásával vádolják a jelenlegi helyzetet az olyan divatközpontok felbukkanása miatt, mint Los Angeles, vagy São Paulo.

## Városok és a divat hetei
- Amszterdam	alapítva:	2004
- Asunción	alapítva	2003
- Austin	alapítva	2009
- Athén	alapítva	2000
- Atlanta	alapítva	2006
- Auckland	alapítva	2001
- Baltimore	alapítva	2008
- Bangkok	alapítva	2005
- Bogota	alapítva	2007
- Barcelona	alapítva	1981
- Belgrád	alapítva	1996
- Bellevue	alapítva	2007
- Berlin	alapítva
- Boston	alapítva	1995
- Buenos Aires	alapítva	2001
- Colombia	alapítva	2005
- Cape Town	alapítva	2003
- Charleston	alapítva	2007
- Chicago	alapítva
- Ciudad del Este	alapítva	2010
- Cleveland	alapítva	2002
- Columbus	alapítva	2007
- Koppenhága	alapítva	1964
- Ciprus	alapítva	2008
- Dhaka	alapítva	2008
- Dallas	alapítva	2009
- Dar es Salaam	alapítva	2008
- Dubai	alapítva	2006
- Dublin	alapítva	2006
- Fort Lauderdale	alapítva	2007
- Gainesville	alapítva	2009
- Hong Kong	alapítva	1968
- Jakarta	alapítva	2008
- Johannesburg	alapítva	2007
- Kansas	alapítva	2009
- Kenya	alapítva	2005
- Kijev	alapítva	1997
- Kingston	alapítva	2001
- Kobe	alapítva	2006
- Kuala Lumpur	alapítva	2007-2008
- Lahor	alapítva	2005
- Lagos	alapítva	2007
- Las Vegas	alapítva	2009
- Lisszabon	alapítva	1994
- Liverpool	alapítva	2008
- London	alapítva	1961
- Los Angeles	alapítva	2003
- Łódź	alapítva	2009
- Luanda	alapítva	1997
- Madrid	alapítva	1963
- Mallorca	alapítva	2009
- Manila	alapítva	1997
- Marokkó	alapítva	1996
- Melbourne	alapítva
- Mexico	alapítva	1998
- Miami	alapítva	1998
- Milánó	alapítva
- Montréal	alapítva
- Moszkva	alapítva	1994
- Mumbai	alapítva	2001
- Nashville	alapítva	2008
- New Delhi	alapítva	2008
- New York	alapítva	1943
- Oslo	alapítva	2004
- Ottawa	alapítva	2008
- Párizs	alapítva	1973
- Philadelphia	alapítva	2003
- Phoenix	alapítva	2004
- Portland	alapítva	2003
- Prága	alapítva	2002
- Reykjavík	alapítva	2000
- Riga	alapítva	2004
- Rio de Janeiro	alapítva
- Róma	alapítva
- Sacramento	alapítva	2008
- San Francisco	alapítva	2004
- Santiago	alapítva	2006
- Sao Paulo	alapítva	1995
- Szarajevó	alapítva
- Scottsdale	alapítva	2005
- Szingapúr	alapítva	1987
- Seattle	alapítva	2003
- Seoul	alapítva
- Shanghai	alapítva
- Sydney	alapítva	1995
- St. Louis	alapítva
- Stockholm	alapítva	1995
- Tashkent	alapítva	2006
- Teherán	alapítva	2006
- Tirana	alapítva	2007
- Toronto	alapítva	2009
- Tokió	alapítva	1985
- Trinidad&Tobago	alapítva	2008
- Ulanbator	alapítva	1988
- Valencia	alapítva	2001
- Varsó	alapítva	1996
- Zágráb	alapítva	2003

## Fordítás
- Ez a szócikk részben vagy egészben  a   Fashion week című angol Wikipédia-szócikk fordításán alapul.  Az eredeti cikk szerkesztőit annak laptörténete sorolja fel. Ez a jelzés csupán a megfogalmazás eredetét és a szerzői jogokat jelzi, nem szolgál a cikkben szereplő információk forrásmegjelöléseként.